# Egzotikus operációs rendszerek
Az informatika történetében elkészült (vagy tervezve lett) több olyan operációs rendszer, amelyről csak kevés információ maradt fent, vagy más tekintetben számítanak rendkívülinek. Ezeket tartalmazza ez a gyűjtőcikk.

## LainOS
A LainOS egy nyilt forráskódú projekt, amelynek célja megtalálni az egyensúlyt a UNIX felhasználói felület eleganciája és a használhatóság között. A gyakorlatban ez a Serial Experiments Lain című japán rajzfilmsorozatban látható Navi nevű kitalált operációs rendszer újra alkotását jelenti. A legfrissebb letölthető verzió a LainWM 1.3 Alpha Souce 2003-ból, amely az X Window System módosításait tartalmazza. A csapat utoljára 2005 évben adott magáról életjelet. 

## GEOS
Graphic Environment Operating System, magyarul: Grafikus környezetű operációs rendszer – a Berkeley Softworks (később GeoWorks) grafikus felületű 8 bites operációs rendszere. Az eredeti verzió 1986-ban jelent meg Commodore 64-re. 1987-ben megjelent Commodore 128, 1988-ban az Apple II családhoz készült verzió. Készült egy nem hivatalos verzió Commodore Plus/4-re és C1551-re,
és még 2022-ben jelent meg nem hivatalos változat, a „GEOS for Atari” rendszer. A szoftver forráskódja a mai napig védett, ám létezik visszafejtett változata. 2016. augusztus 19-én Michael Steil a blogján közzétette, hogy a Commodore C64-re készült GEOS 2.0 forráskódját teljesen visszafejtették, és az a cc65 fordítócsomaggal lefordítható. A visszafejtett forráskódot a GitHubon tették elérhetővé.
A GEOS-nak létezik 16 bites, DOS alapú IBM-kompatibilis PC-kre készült változata is, ez a PC/GEOS. Ez nem teljes operációs rendszer, hanem egy számítógépes operációs környezet, grafikus felhasználói felület (GUI) és alkalmazási szoftvercsomag. Megjelent számos kézi számítógépes platformra is (pl. Nokia 9000, 9110, HP OmniGo PDA és mások).

## KA9Q NOS
A KA9Q NOS (Network Operating System) 1985-ben jelent meg a Z80 alapú CP/M operációs rendszert használó Xerox 820 számítógépre. Rövidesen portolták az MS-DOS-t futtató IBM PC-re. A NOS csomag lehetővé tette, hogy az MS DOS alapú számítógépek az Internetre csatlakozzanak, egyszerre futtassanak több szervert, és csatlakozzanak több kiszolgálóhoz.

## TempleOS
A TempleOS egy vallási/bibliai témájú operációs rendszer, amit Terry A. Davis amerikai programozó fejlesztett ki 2003 és 2013 között. A rendszer ingyenes, jelenleg is elérhető. X86-64 alapú gépekre telepíthető.

## Fuzix
A Fuzix OS (avagy Fuzix) egy Unix típusú ingyenes, LGPL licencű operációs rendszer, 8 és 16 bites processzorokhoz, amelyet eredetileg Alan Cox készített 2014-ben a Zilog Z80 processzorhoz.
Elsősorban az 1970-es évek processzoraihoz alkalmas, mint például a Zilog Z80 vagy MOS 6502, Intel 8080, vagy néhány később, 1980–1990 körül megjelent processzorhoz is, mint a Motorola 68000 vagy a Texas Instruments MSP430, de újabb eszközökön, például az ESP8266-on és a Raspberry Pi Pico „4 dolláros” mikrovezérlőin is fut.
A 2019 augusztusában megjelent 0.3-as verzió támogatja a ZX Spectrum platformot, a 8080-as és 8085-ös processzorokat és nagyrészt a 68000-est.
A Fuzix a korábbi UZI Unix-szerű operációs rendszer egyik leágazása, amelyet az 1980-as évek közepén 
fejlesztett ki Doug Braun, a Z80-as processzorra.
Ezek jelentősége abban áll, hogy lehetővé teszik modern operációs rendszer használatát memóriavezérlő hardverrel nem rendelkező és kis, jellemzően 64 KiB operatív memóriát használó rendszereken.

## GNU Hurd
Egy 33 éve fejlesztett mikrokernel szervergyűjtemény a GNU Mach mikrokernel számára, amelynek fejlesztése az elmúlt évtizedben (2016-ban) még a 0.9 számú változatnál tartott. 1990 óta fejleszti a GNU Project és a Free Software Foundation. Teljes operációs rendszerré szerették volna fejleszteni, de ez nem sikerült. Az eszközmeghajtók terén sok problémája van.
Lásd még:  GNU Hurd a GNU szócikkben